# Episodi di Grey's Anatomy (quindicesima stagione)
La quindicesima stagione della serie televisiva Grey's Anatomy, composta da venticinque episodi, è stata trasmessa in prima visione assoluta negli Stati Uniti d'America da ABC dal 27 settembre 2018 al 16 maggio 2019, in due parti: la prima fino al 15 novembre 2018, mentre la seconda dal 17 gennaio 2019.
Il quarto episodio della stagione, La mamma ne sa di più, rappresenta la prima parte di un crossover con Station 19 che termina con il secondo episodio della seconda stagione del suddetto spin-off, Sotto la superficie. Mentre il ventitreesimo episodio, Quel che ho fatto per amore, è la prima parte del crossover che termina con Sempre pronti, il quindicesimo episodio di Station 19.
Il quindicesimo episodio di questa stagione è stato anche il trecentotrentaduesimo totale della serie: un traguardo che ha conferito a Grey's Anatomy il titolo di medical drama più longevo nella storia della televisione statunitense, superando E.R. - Medici in prima linea.
In Italia la stagione è stata trasmessa da Fox Life, canale a pagamento della piattaforma satellitare Sky, dal 29 ottobre 2018 al 17 giugno 2019, in due parti: la prima fino al 10 dicembre 2018, mentre la seconda dal 25 febbraio 2019. In chiaro è stata trasmessa da LA7 dal 7 ottobre al 23 dicembre 2019.
| n° | Titolo originale                | Titolo italiano                      | Prima TV USA      | Prima TV Italia  |
| -- | ------------------------------- | ------------------------------------ | ----------------- | ---------------- |
| 1  | With a Wonder and a Wild Desire | Con meraviglia e selvaggio desiderio | 27 settembre 2018 | 29 ottobre 2018  |
| 2  | Broken Together                 | Spezzati insieme                     | 27 settembre 2018 | 29 ottobre 2018  |
| 3  | Gut Feeling                     | Istinto                              | 4 ottobre 2018    | 5 novembre 2018  |
| 4  | Momma Knows Best                | La mamma ne sa di più                | 11 ottobre 2018   | 12 novembre 2018 |
| 5  | Everyday Angel                  | L'angelo quotidiano                  | 25 ottobre 2018   | 19 novembre 2018 |
| 6  | Flowers Grow Out of My Grave    | Fiori nati sulla mia tomba           | 1º novembre 2018  | 26 novembre 2018 |
| 7  | Anybody Have a Map?             | Qualcuno ha una mappa?               | 8 novembre 2018   | 3 dicembre 2018  |
| 8  | Blowin'in the wind              | Un soffio nel vento                  | 15 novembre 2018  | 10 dicembre 2018 |
| 9  | Shelter from the Storm          | Riparo dalla tempesta                | 17 gennaio 2019   | 25 febbraio 2019 |
| 10 | Help, I'm Alive                 | Aiuto, sono viva                     | 24 gennaio 2019   | 4 marzo 2019     |
| 11 | The Winner Takes All            | Chi vince prende tutto               | 31 gennaio 2019   | 11 marzo 2019    |
| 12 | Girlfriend in a Coma            | Fidanzata in coma                    | 7 febbraio 2019   | 18 marzo 2019    |
| 13 | I Walk The Line                 | Io rigo dritto                       | 14 febbraio 2019  | 25 marzo 2019    |
| 14 | I Want A New Drug               | Voglio una nuova droga               | 21 febbraio 2019  | 1º aprile 2019   |
| 15 | We Didn't Start The Fire        | Non abbiamo innescato il fuoco       | 28 febbraio 2019  | 8 aprile 2019    |
| 16 | Blood And Water                 | Sangue e acqua                       | 7 marzo 2019      | 15 aprile 2019   |
| 17 | And Dream Of Sheep              | Sognando le pecore                   | 14 marzo 2019     | 22 aprile 2019   |
| 18 | Add It Up                       | Trova il senso                       | 21 marzo 2019     | 29 aprile 2019   |
| 19 | Silent All These Years          | In silenzio tutti questi anni        | 28 marzo 2019     | 6 maggio 2019    |
| 20 | The Whole Package               | Il pacchetto completo                | 4 aprile 2019     | 13 maggio 2019   |
| 21 | Good Shepherd                   | Good Shepherd                        | 11 aprile 2019    | 20 maggio 2019   |
| 22 | Head Over High Heels            | Amore, terapia e tacchi a spillo     | 18 aprile 2019    | 27 maggio 2019   |
| 23 | What I Did For Love             | Quel che ho fatto per amore          | 2 maggio 2019     | 3 giugno 2019    |
| 24 | Drawn To The Blood              | Attratto dal sangue                  | 9 maggio 2019     | 10 giugno 2019   |
| 25 | Jump Into The Fog               | Salto nella nebbia                   | 16 maggio 2019    | 17 giugno 2019   |

## Con meraviglia e selvaggio desiderio
- Titolo originale: With a Wonder and a Wild Desire
- Diretto da: Debbie Allen
- Scritto da: Krista Vernoff

### Trama
Una volta che i medici sono tornati al lavoro dopo la celebrazione del matrimonio, Meredith cerca di concentrarsi nonostante le distrazioni dovute a frequenti sogni erotici su DeLuca. Dopo aver scoperto l'attuale situazione di Owen e Amelia, Teddy decide di non volere il posto di capo ad interim, costringendo così la Bailey a pensare ad altri candidati. Prima di andarsene Teddy però capisce di aver bisogno che Maggie la visiti, in quanto sospetta di avere un coagulo nella vena femorale e teme una possibile embolia polmonare.
Parlando della sua situazione, Teddy rivela a Maggie di essere incinta di Owen.
I nuovi chirurghi di ortopedia, il Dr Atticus Lincoln detto "Link" e Nico Kim, arrivano quando una ciclista viene investita e rimane incastrata nella sua bicicletta.
L'ossessione di Jo per il lavoro non l'abbandona nemmeno durante la luna di miele con Alex e la ragazza ha un'idea che potrebbe cambiare il futuro della medicina.
Mentre Jackson combatte con il dilemma dell'esistenza di Dio dopo essere sopravvissuto a un'esperienza vicina alla morte, Amelia rivela ad Owen di provare ancora dei sentimenti per lui.
- Ascolti USA: 6.810.000 telespettatori[7]

## Spezzati insieme
- Titolo originale: Broken Together
- Diretto da: Kevin McKidd
- Scritto da: Meg Marinis

### Trama
Mentre Owen e Amelia cercano di riaccendere la loro vita sessuale ora che hanno dei figli adottivi in casa, Maggie si allontana da Jackson dopo che lui le parla di matrimonio. Il nuovo ortopedico, Link, si presenta ai vari colleghi e prova a flirtare con Meredith, ma lei blocca i suoi tentativi sul nascere. La Bailey esclude Richard dai possibili candidati come capo ad interim, dapprima temendo che lui possa essere un capo migliore di lei, e successivamente ritenendo che l'incarico possa essere troppo stressante e condurlo nuovamente a bere come accaduto in passato, specie ora che la sua sponsor è morta e non ne ha ancora trovato uno nuovo.
Alla fine la donna sceglie di promuovere Alex per il nuovo ruolo, infatti lui e Jo sono appena tornati in anticipo dalla loro luna di miele; al loro arrivo Jo illustra a Meredith un'idea rivoluzionaria chiedendole di creare una borsa di studio per lei. Esaltata dalle possibilità di questo progetto, Meredith sottopone l'idea alla Bailey, che inizialmente rifiuta ma, dopo aver ascoltato di persona Jo, accetta la sua proposta, prendendola sotto la propria ala e usurpando di fatto Meredith. Quando alla paziente di Jackson viene diagnosticata una fascite necrotizzante, Avery decide che il miglior posto per cercare di salvarle la vita è la nuova camera iperbarica, appena installata nel Grey-Sloan. Nonostante tutti i loro tentativi, la ragazza non sopravvive, portando Jackson a un crollo emotivo. Alla fine della giornata, mentre gli specializzandi sono a bere al pub, Nico fa delle avance a Levi. Meredith infine confessa alla sua paziente matchmaker di non voler più essere sposata con il suo lavoro, mentre Jackson e Maggie si dichiarano a vicenda il proprio amore.
- Ascolti USA: 6.810.000 telespettatori[7]

## Istinto
- Titolo originale: Gut Feeling
- Diretto da: Michael Watkins
- Scritto da: Mark Driscoll

### Trama
Essendo a conoscenza del segreto di Teddy, Maggie tenta disperatamente di sistemare Amelia con chiunque tranne Owen. Inoltre nel frattempo cerca di capire perché Jackson si sia preso un'aspettativa senza prima parlargliene di persona, ma lasciandole invece solo un messaggio. Alex ha una brutta sorpresa quando recandosi al suo primo giorno di lavoro come capo ad interim, si ritrova a dover organizzare senza successo il tabellone delle Sale Operatorie, approvare troppe richieste di acquisto macchinari, e ritenere Vikram Roy responsabile di un'incompetenza che causa la morte di un paziente e quindi il licenziamento dello specializzando per la seconda volta. La Bailey si scopre incapace di rilassarsi a causa dei problemi riscontrati da Alex in questo primo giorno e ciò la rende totalmente distratta, facendo pensare a Jo che non si stia concentrando quanto dovrebbe sulla loro collaborazione. Mentre Meredith inizia ad essere infastidita dalle domande senza tregua della sua paziente matchmaker, Richard commette un errore di giudizio su un paziente, ritenendolo un alcolizzato fino a quando non capisce che l'uomo in realtà ha la sindrome della fermentazione intestinale; comunque prima di fare la diagnosi, Webber scavalca Link e Alex tanto da costringere quest'ultimo a riprenderlo per rimetterlo al suo posto.
- Ascolti USA: 6.610.000 telespettatori[8]

## La mamma ne sa di più
- Titolo originale: Momma Knows Best
- Diretto da: Cecilie Mosli
- Scritto da: William Harper

### Trama
Meredith fa girare la testa a tutti quando si presenta al lavoro elegante e pronta per il suo appuntamento alla cieca. Alex, sotto pressione per il nuovo lavoro, si sente usato quando Jo gli chiede una nuova macchina per l'imaging a risonanza magnetica, mentre sono a letto insieme; ma più tardi i due si chiariscono. Karev fa anche una mossa discutibile per aggirare l'assicurazione sanitaria di un paziente, onde fornirgli le cure necessarie per sistemare un problema congenito, senza che debba preoccuparsi di ulteriori spese, ma Qadri gli fa rapporto al Dott. Webber. Amelia ha delle difficoltà nel decidere come comportarsi con Betty quando questa torna a casa fatta, e chiede consiglio alla mamma di Owen. Maggie non riesce a dormire sapendo il segreto di Teddy e alla fine di una giornata difficile decide di dirlo a Meredith, violando il segreto professionale. Il pompiere Dean chiede a Maggie di uscire ma non ottiene una risposta, anche a causa di un'emergenza a cui la dottoressa è chiamata a rispondere. Andrew perde un bambino a cui stava badando, il figlio di una paziente, e Carina gli dice che dovrà recarsi in Italia per far visita a loro padre, preoccupandolo gli sia successo qualcosa.
- Questo episodio è la prima parte di un crossover con lo spin-off Station 19.

- Ascolti USA: 6.720.000 telespettatori[9]

## L'angelo quotidiano
- Titolo originale: Everyday Angel
- Diretto da: Chandra Wilson
- Scritto da: Julie Wong

### Trama
Al Grey-Sloan, mentre la Bailey e Jo collaborano per cercare di risolvere un misterioso caso di dolori di stomaco, Alex impara a lavorare con Link e a conoscerlo dopo aver scoperto che era un amico del passato di Jo. Jackson torna con gran sorpresa da Maggie, ma inizialmente lei non ne è molto entusiasta, fino a quando la paziente matchmaker, Cece, non la aiuta a capire quale sia il suo vero problema, che non ha nulla a che vedere con Avery. Levi crede di star fraintendendo gli atteggiamenti di Nico nei suoi confronti, scambiandoli per avances, e Richard insegna a DeLuca una lezione su come essere un bravo strutturato un giorno. Fuori dall'ospedale, Owen e Amelia trascorrono tutto il giorno fuori dal liceo di Betty nel tentativo di farla desistere dal marinare la scuola. Meredith invece, ora che conosce il suo segreto, decide di parlare con Teddy riguardo all'astio che sembra provare per Owen, aiutandola a capire che lui è un brav'uomo e merita di sapere che lei aspetta un figlio suo; inoltre Meredith è anche preoccupata per Amelia che sembra così felice con Owen adesso ed è totalmente all'oscuro di questa situazione, quindi per il bene della cognata vorrebbe che il tutto venisse alla luce il prima possibile.
- Ascolti USA: 6.540.000 telespettatori[10]

## Fiori nati sulla mia tomba
- Titolo originale: Flowers Grow Out of My Grave
- Diretto da: Nicole Rubio
- Scritto da: Kiley Donovan

### Trama
Meredith si occupa di una paziente la cui famiglia celebra il Giorno dei Morti, facendola riflettere sui cari che ha perso negli anni; inoltre Richard le rivela che suo padre Thatcher sta morendo per una grave leucemia mieloide. Dal momento che non si sono più parlati dalla morte di Lexie, Meredith però è insicura su come comportarsi e se andare a trovarlo o meno. Dopo aver lavorato insieme a un caso, Nico e Levi si baciano in ascensore ma subito dopo Nico lo respinge scoprendo di essere la prima esperienza omosessuale per lo specializzando. Jackson prova a sistemare il suo rapporto con Maggie, mentre Jo incoraggia Link a provarci con Meredith, la quale nel frattempo continua ad andare agli appuntamenti alla cieca organizzati da Cece. Nel curare un bambino con il cancro, Link ha l'occasione per dimostrare a Meredith di essere più profondo di quanto le potesse sembrare, ma anche Andrew si mostra interessato alla Grey. Nel frattempo Teddy decide di dire ad Owen della gravidanza, ma i due vengono interrotti quando Betty scompare, mandando Amelia nel panico. Nella stessa giornata, alla ricerca di un fegato per la loro paziente che ormai ha perso le speranze di farcela, la Bailey e Jo riportano in vita il fegato di un paziente deceduto da qualche minuto, e operano per il trapianto contro la decisione di Karev, che ora è il capo. 
- In linea con il tema principale alla fine dell'episodio, mentre Meredith lascia l'ospedale, vengono mostrati i personaggi più importanti a lei legati, che sono morti nelle stagioni precedenti: George O'Malley, Lexie Grey, Ellis Grey, Derek Shepherd e Mark Sloan; compare anche il cane che avevano all'inizio della serie lei e Derek.

- Ascolti USA: 6.710.000 telespettatori[11]

## Qualcuno ha una mappa?
- Titolo originale: Anybody Have a Map?
- Diretto da: Krista Vernoff
- Scritto da: Elisabeth R. Finch

### Trama
Mentre si prepara per l'inaugurazione del primo Poliambulatorio della Fondazione Catherine Fox a Los Angeles, Catherine convoca Tom Koracick e Meredith per un consulto privato. Quando i due arrivano sul luogo, lei rivela loro di essere la paziente, di aver avuto dei dolori e di aver quindi fatto una TC, che ha rivelato una massa. Meredith e Koracick decidono di eseguire una biopsia e scoprono che Catherine ha un condrosarcoma al 3º stadio alla colonna vertebrale: un tipo di tumore che non risponde alla chemio e molto difficile da operare a causa della sua posizione, con il rischio di diventare tetraplegica. La donna teme che la sua diagnosi possa distruggere completamente Richard, che già sta passando un brutto periodo, e per questo non è sicura di dirglielo, ma Meredith la convince che tenerlo segreto non aiuterà nessuno, men che meno lei. Nel frattempo al Grey-Sloan, Richard si prende cura dell'infermiera Frankie, che è incinta e non sembra star bene a causa di un problema alla milza. Quando la situazione peggiora e l'arteria splenica si lacera, il team chirurgico si precipita in sala operatoria; con l'aiuto di Alex, riescono a salvare il bambino di Frankie, nonostante sia solo di 28 settimane, ma lei purtroppo muore sul tavolo. La perdita di Frankie, con cui lavorava dagli inizi, e il dolore degli altri infermieri portano Richard ad andare a un incontro degli A.A, dove però sente la storia di un bar che offre agli alcolisti in riabilitazione degli shot gratis in cambio dei loro gettoni: un bicchierino per ogni anno di sobrietà. Webber si dirige quindi verso questo bar e inizialmente rischia di cedere alla tentazione di bere, ma poi sfoga la sua rabbia distruggendo tutto e venendo quindi arrestato; una volta in prigione chiede aiuto alla stessa Meredith. Nel frattempo Jackson e Maggie parlano in maniera sincera della loro relazione dopo che Maggie scopre che lui si è confidato riguardo ai suoi dubbi sulla fede, con un'altra donna conosciuta durante il viaggio e anche con April, la sua ex-moglie. Jackson in realtà spiega a Maggie di amarla, ma di avere difficoltà a parlare con lei perché tende sempre a fuggire o mettere dei muri tra loro, senza affrontare discorsi seri; ma anche questa volta Maggie se ne va.
- Ascolti USA: 6.600.000 telespettatori[12]

## Un soffio nel vento
- Titolo originale: Blowin' in the Wind
- Diretto da: Kevin McKidd
- Scritto da: Meg Marinis

### Trama
Una forte tempesta di vento colpisce Seattle bloccando Alex e Jo a casa e costringendo la Bailey a riprendere il comando dell'ospedale. Richard racconta alla Bailey quanto è successo nel bar e di essere stato arrestato, e per questo lei lo mette temporaneamente in panchina dalle operazioni. L'ospedale è pieno di pazienti feriti dalla tempesta e anche Betty torna a cercare aiuto dopo essersi ferita lievemente, spingendo Amelia, piena di gratitudine nel rivederla dopo tre giorni di sparizione, a voler avviare la pratica per diventarne la madre affidataria. Dopo che una paziente di Amelia muore, i suoi organi risultano compatibili con Cece e le vengono destinati. Intanto Teddy, dopo aver portato a termine con successo un intervento con Owen, riesce finalmente a confessargli di aspettare un figlio da lui. Richard, non sapendo ancora del tumore della moglie, sospetta che Catherine abbia una relazione extraconiugale con Koracick perché, inaspettatamente, quando le telefona è lui a rispondere al telefono; inoltre quando la Bailey gli confida della pausa che ha preso dal proprio matrimonio, Webber le fa capire che ha evidente bisogno di aiuto per risolvere i suoi problemi di stress, e non di arrendersi su tutti gli aspetti importanti della sua vita. Meredith, stufa delle lamentele della sorella, le rivela che Catherine è malata, così che lei possa stare vicino a Jackson, ma Maggie si affretta a dirlo ad Avery prima che possa farlo la stessa Catherine. Andrew dichiara a Meredith di provare qualcosa per lei, ma la Grey gli risponde di aver bisogno di tempo per riflettere con più chiarezza sulla questione perché attualmente non è un buon momento. Mentre Nico e Levi si rifugiano in un'ambulanza nel parcheggio e tra loro scoppia la passione, la tempesta colpisce un cavo elettrico facendo saltare la corrente in tutto l'ospedale e intrappolando insieme in diversi ascensori Amelia, Teddy e Owen, Meredith e DeLuca, Bailey e Helm con la paziente da cui estrarre gli organi, prima che l'intervento di trapianto possa avere luogo.
- Ascolti USA: 7.300.000 telespettatori[13]

## Riparo dalla tempesta
- Titolo originale: Shelter from the Storm
- Diretto da: Jann Turner
- Scritto da: William Harper

### Trama
In seguito al blackout tre ascensori rimangono bloccati. Nell'attesa Meredith e DeLuca si avvicinano di più quando lui si confida con lei sul difficile passato della sua famiglia; inoltre quando Andrew prova a convincere Meredith a intraprendere una relazione con lui parlandole in italiano, scopre che Meredith lo capisce e l'attrazione reciproca si rafforza. Contemporaneamente Owen, Teddy, e Amelia devono praticare un'operazione di emergenza sul paziente bloccato con loro in ascensore, perciò usano le tecniche di medicina militare d'urgenza, il tutto mentre discutono della gravidanza di Teddy, di cui Amelia ha appena saputo. Jackson e Link cercano di far uscire la Bailey e Helm dall'ascensore in cui sono intrappolate con la donatrice di organi, per permettere che il trapianto per Cece possa avvenire in tempo, dato che le condizioni della matchmaker non sono ottimali; una volta riusciti a tirarle fuori grazie all'aiuto dell'addetto alla manutenzione, però la corrente torna e fa ripartire gli ascensori proprio mentre l'uomo ne sta uscendo e perciò si ferisce gravemente alle gambe. Link e Avery hanno una discussione su come procedere in sala operatoria ma alla fine riescono a salvargli gli arti e la loro mobilità. Finalmente quindi il prelievo può avere luogo e subito dopo inizia il trapianto per Cece, ma purtroppo la donna non ce la fa. Webber trascorre la giornata con Betty e la convince a farsi aiutare da Amelia, che quindi chiama una clinica per farla disintossicare; Maggie e Jackson cercano Richard per parlargli del cancro di Catherine. Amelia decide di dare a Owen del tempo affinché possa scegliere tra lei e Teddy ora che sa della gravidanza di quest'ultima. Meredith a fine giornata si rende conto di trovarsi in un vero e proprio triangolo amoroso con i suoi due spasimanti, Andrew e Link, e decide di prendersi del tempo per pensare, lasciando entrambi a bocca asciutta.
- Ascolti USA: 7.070.000 telespettatori[14]

## Aiuto, sono viva
- Titolo originale: Help, I'm Alive
- Diretto da: Daniel Willis
- Scritto da: Jalysa Conway e Jason Ganzel

### Trama
Meredith e Link si scontrano su un intervento a causa dell'atteggiamento apparentemente troppo spensierato di lui, che la Grey non approva. Teddy prova ad ottenere un lavoro al Grey-Sloan senza prima avvisare Owen e quindi irritandolo, dal momento che l'uomo è ancora arrabbiato per essere stato tenuto all'oscuro tanto a lungo riguardo alla gravidanza; l'unico posto che le viene offerto è quello di lavorare in cardiochirurgia sotto il comando della Pierce, la quale però non la sopporta e non le rende la vita facile. Durante un intervento, viene somministrato accidentalmente un farmaco a Owen, che si era attaccato una flebo ricostituente per i sintomi influenzali, e rischia una paralisi permanente. Dopo che Hunt sviene, DeLuca è costretto a prendere il controllo della situazione, operando da primo senza un supervisore e dando istruzioni e incoraggiamento a Levi affinché possa salvare Owen; fortunatamente l'intervento di Andrew si svolge perfettamente e riceve anche i complimenti di Karev.
Nel frattempo, mentre Webber, Jackson e Catherine si preparano per un intervento rivoluzionario all'utero di una donna, Maggie è preoccupata che loro tre non si parlino e non affrontino il vero problema: il tumore di Catherine. Dopo essersi ripreso, Owen offre a Teddy il suo posto di Capo del reparto di traumatologia decidendo di lavorare sotto di lei e permettendole di restare a Seattle senza ulteriori problemi, ma d'altra parte sceglie di restare con Amelia. Levi, avendo salvato con successo Owen Hunt, utilizza la sua nuova sicurezza per cambiare il proprio look, perciò prova a mettere le lenti a contatto al posto degli occhiali. Link aiuta Meredith con la festa del 5ºcompleanno del piccolo Bailey, e lei in questa occasione scopre di più sul passato del chirurgo, guardandolo sotto una nuova luce.
- Ascolti USA: 6.980.000 telespettatori[15]

## Chi vince prende tutto
- Titolo originale: The Winner Takes It All
- Diretto da: Allison Liddi-Brown
- Scritto da: Elisabeth R. Finch

### Trama
Amelia e Koracick si preparano per eseguire il rischioso e complicato intervento al tumore di Catherine. Maggie e la Bailey cercano di supportare Jackson e Webber nei momenti più duri; mentre operano, Koracick e Amelia realizzano che non potranno levare il tumore tutto in una volta, spingendo Webber a proporgli di usare la sua penna scova-tumori brevettata. Dopo l'intervento, Catherine si risveglia e ha tutte le funzionalità motorie, ma viene a sapere che soltanto il 95% del cancro è stato rimosso, altrimenti il rischio di paralisi sarebbe stato certo; ciò significa che forse dovrà convivere con il tumore per tutta la vita, ma lei è comunque grata di essere sopravvissuta. 
Intanto Meredith si decide a far visita a Thatcher, ormai moribondo, e che non vedeva dalla morte di Lexie. Dopo essere partiti con il piede sbagliato, quando scopre che lui dopo la morte di Derek aveva provato a riavvicinarsi a lei che però non era lucida per accorgersene, Meredith supera la propria rabbia per riconciliarsi con il padre e dirgli addio prima che lui le muoia tra le braccia; i due condividono ricordi del passato, in particolare di Ellis, e Tatcher le dice che rifarebbe tutto da capo anche solo per poter riavere Meredith come figlia, inoltre lei gli racconta dell'esistenza di Maggie e poi gli parla dei propri figli. Una volta tornata a casa Meredith dona ai bambini i regali che Tatcher aveva comprato loro all'estero e gli spiega che il nonno avrebbe tanto voluto conoscerli.
- Ascolti USA: 7.270.000 telespettatori[16]

## Fidanzata in coma
- Titolo originale: Girlfriend in a Coma
- Diretto da: Debbie Allen
- Scritto da: Kiley Donovan

### Trama
Meredith cambia prospettiva riguardo alla propria vita sentimentale grazie a Natasha, una paziente in terapia intensiva. Le settimane trascorrono prima che lei finalmente si svegli e cominci a recuperare, per la gioia del suo fidanzato, Garrett. Intanto DeLuca diventa impaziente verso l'indecisione di Meredith nello scegliere tra lui e Link; la Bailey dice a Ben che vuole che lui torni a casa, ma Warren ha paura che lei lo ferisca di nuovo; alla fine comunque i due si riappacificano. Catherine è frustrata a causa della fisioterapia post-operatoria e si rifiuta di chiedere aiuto, discutendo con Richard e preoccupando Jackson, che viene consolato da Maggie. Durante una visita a Betty al centro di disintossicazione, Owen e Amelia vengono a sapere che la ragazza ha mentito loro sulla propria identità e che il suo vero nome è Britney, informazione che ha tenuto nascosta per paura di essere rintracciata dai suoi genitori; anche il numero fornito come loro ad Amelia era falso e la coppia non sa nemmeno dell'esistenza di Leo. Koracick e Teddy si baciano per la prima volta alla festa della notte di Capodanno data da Alex e Jo e iniziano a frequentarsi; alla stessa festa Meredith dà buca a DeLuca, facendolo arrabbiare. Durante un intervento Levi rivela ai colleghi di essere gay visto che la sua relazione con Nico si rafforza. La salute di Natasha peggiora improvvisamente e lei e Garrett decidono di staccare la spina. Prima che lei se ne vada, i medici dell'ospedale organizzano per loro un matrimonio sotto le stelle utilizzando i cellulari, facendo così avverare il loro sogno. Colpito dalla storia di questa coppia, Andrew porta Meredith sul tetto, nonostante lei avesse fissato un appuntamento con Link per quella sera, trattandosi tra l'altro di san Valentino, e i due si baciano appassionatamente; Link rimane da solo al ristorante senza nessun messaggio da parte di Meredith.
- Ascolti USA: 6.790.000 telespettatori[17]

## Io rigo dritto
- Titolo originale: I Walk the Line
- Diretto da: Kevin McKidd
- Scritto da: Tameson Duffy

### Trama
L'ospedale è sommerso di pazienti dopo che una pistola ha sparato durante una parata e un ragazzo si è trovato nel fuoco incrociato. Owen è preoccupato di perdere Leo quando i genitori di Betty si presentano in ospedale, inconsapevoli della situazione della figlia. Sebbene Amelia provi ad aiutare, i genitori di Betty fanno capire che ritengono sia meglio che Leo vada a vivere con loro. Maggie deve affrontare una scelta difficile riguardo alla possibilità o meno di operare una sua ex compagna della scuola di medicina che la bullizzava, mentre Meredith prova a parlarle della propria frequentazione con DeLuca. Teddy e Koracick operano una donna che ha una strana relazione con il suo migliore amico e suo marito, cosa che spinge Teddy a confermare a Tom che è lui la persona con cui vuole stare, e non Owen che è soltanto un suo caro amico. La Bailey ha dei problemi ad accettare che Alex stia svolgendo bene il suo ruolo di capo ad interim e si rende conto di rivolere il proprio lavoro, ma viene ripresa da Richard che le fa notare come anche lei spesso si sia presa meriti non suoi; inoltre Karev non è intenzionato a lasciare il posto prima della scadenza del contratto e in realtà questa cosa da una parte rende Miranda fiera di lui. Dopo aver ottenuto l'approvazione di Maggie, Meredith finalmente permette ad Andrew di uscire insieme per il loro primo appuntamento.
- Ascolti USA: 6.580.000 telespettatori[18]

## Voglio una nuova droga
- Titolo originale: I Want a New Drug
- Diretto da: Jeannot Szwarc
- Scritto da: Zoanne Clack

### Trama
Un'overdose di massa in città per colpa di una partita di droga tagliata male obera di lavoro i medici per aiutare tutti i pazienti che arrivano in ospedale. Owen è costretto a dire addio a Leo, che andrà a vivere con i genitori di Betty, ma non appena arriva al lavoro scopre che Betty e il suo ragazzo sono tra i tossicodipendenti ricoverati. Betty è colpita da una dissezione aortica e viene portata in sala per un intervento urgente, eseguito da Teddy, mentre Amelia, sconvolta dalla morte del ragazzo di Betty, viene consolata da Link. Nel frattempo Meredith supera il record dell'ospedale per il più lungo intervento da primo, con il sostegno di Andrew in particolare. Jackson è entusiasta di andare in campeggio con Maggie, che è nettamente meno elettrizzata all'idea di trascorrere il fine settimana all'aria aperta, ma più tardi la scampa quando Jackson decide di donare tutta l'attrezzatura da campeggio a un senzatetto che ha bisogno di un rifugio per far guarire delle ferite ai piedi. Alex e Jo si occupano di una donna che ha perso suo figlio nel parco mentre stava comprando della droga; dopo aver consegnato il bambino al marito della donna, Jo scopre qualcosa di più sulla difficile infanzia di Alex. Nico e Levi lavorano insieme su diverse procedure chirurgiche mentre la loro relazione continua ad evolvere. Betty sopravvive all'operazione, e si ricongiunge con i suoi genitori, mentre Amelia dimostra tutta la sua gratitudine a Teddy.
- Ascolti USA: 6.890.000 telespettatori[19]

## Non abbiamo innescato il fuoco
- Titolo originale: We Didn't Start the Fire
- Diretto da: Chandra Wilson
- Scritto da: Andy Reaser

### Trama
I medici del Grey-Sloan organizzano una festa a casa di Jackson in onore di Amelia e Koracick che sono riusciti ad eseguire con successo l'intervento su Catherine. Alex e Jo si preoccupano che qualcosa non vada quando la mamma di Alex, Helen, gli fa una visita del tutto inaspettata. Amelia e Owen dicono definitivamente addio a Betty e Leo, dopo aver trascorso qualche altro giorno tutti insieme successivamente all'intervento subito da Betty, cosa che li rende di pessimo umore al momento di andare alla festa. Meredith rivela ad Alex di star frequentando DeLuca e più tardi i due vengono colti sul fatto da Richard, mentre si stanno baciando appassionatamente nella stanza degli ospiti a casa di Jackson. Maggie è infastidita da un articolo riguardo alla sua operazione su Kimberly Thompson, mentre Jackson diventa impaziente quando Catherine, che è uscita a bere con la Bailey, cerca di evitare di presentarsi alla festa. Owen passa la serata chiaramente irritato dalla relazione tra Teddy e Koracick, provocando la drastica decisione da parte di Amelia di rompere con lui una volta per tutte, perché stanca della sua costante indecisione tra le due donne. Finalmente Catherine si presenta alla festa, ma la situazione degenera dapprima quando Koracick tira un pugno a Owen a causa di un suo commento privo di tatto, e subito dopo quando tutti si devono precipitare fuori a causa di un incendio che sta divampando.
Intervengono i vigili del fuoco della Caserma 19 con Ben, e tutti sono illesi; tuttavia l'attico viene dichiarato inagibile, perciò Catherine, Richard, Jackson e Maggie finiscono di festeggiare insieme in limousine.
Di ritorno dalla festa, Amelia trova i genitori di Betty alla porta di casa di Owen, perché hanno cambiato idea e credono che i due medici siano la scelta migliore per crescere Leo; anche Betty è d'accordo, soprattutto perché ha bisogno di riprendersi dalla sua tossicodipendenza, quindi lascia il bambino con loro e li saluta con un lungo abbraccio di gruppo, ringraziandoli per tutto ciò che hanno fatto per lei.
Nel frattempo DeLuca e Meredith stanno per entrare a casa di lui, quando vengono inaspettatamente interrotti dall'arrivo di Carina DeLuca con al seguito il loro bizzarro padre.
- Questo è il 332º episodio di tutta la serie tv e ha qualificato Grey's Anatomy come il medical drama americano più longevo di sempre, superando i 331 episodi di E.R. - Medici in prima linea, che fino a questo momento deteneva tale record.

- Ascolti USA: 6.990.000 telespettatori[20]

## Sangue e acqua
- Titolo originale: Blood and Water
- Diretto da: Pete Chatmon
- Scritto da: Kiley Donovan

### Trama
Dopo aver ricevuto la visita della madre, Ellis, in sogno, Meredith trascorre la giornata in laboratorio cercando di capire che cosa le volesse dire la madre con la sua apparizione. 
Durante un'intervista podcast, Maggie si lascia sfuggire di essere il frutto della relazione clandestina tra Richard Webber e Ellis Grey, facendo arrabbiare Richard per la poca delicatezza dimostrata nei confronti dell'attuale moglie malata. Jo si agita davanti alla prospettiva di fare un figlio con Alex, quando Helen lavora a maglia su dei cappellini per il loro futuro bambino. Link e Jackson collaborano in un intervento su un giovane atleta per rimuovergli un cancro alla gamba, evitando che perda la capacità di giocare a baseball. Andrew e Carina discutono riguardo allo stato di salute mentale del loro padre, Vincenzo DeLuca, che è in ospedale con una proposta medica innovativa; intanto Meredith è combattuta se rivelare ad Alex quanto sa riguardo agli episodi maniacali del passato di Vincenzo, oppure rispettare il fatto che Andrew gliene abbia parlato in confidenza. Amelia e Owen sono in disaccordo su come gestire la custodia di Leo ora che si sono lasciati, finché Amelia non pone fine alla discussione concedendo sulla carta la piena custodia ufficiale al solo Owen. Jo spiega ad Alex che il vero motivo per cui l'idea di fare figli la spaventa è il non sapere nulla della propria famiglia d'origine, perciò farà un test genetico.
Levi e Nico litigano perché Levi sta tenendo nascosta la loro relazione a sua madre, ma alla fine Schmitt ne spiega il motivo a Nico e gli confessa anche di amarlo; i due quindi si riappacificano e tornano a casa insieme. Meredith, ispirata dal sogno della notte precedente, lavora a un metodo alternativo per fare delle diagnosi senza analisi invasive, e Amelia, depressa, torna a vivere a casa delle sorelle, che la confortano.
- Ascolti USA: 6.550.000 telespettatori[21]

## Sognando le pecore
- Titolo originale: And Dream of Sheep
- Diretto da: Sydney Freeland
- Scritto da: William Harper

### Trama
Andrew e Carina si trovano a discutere riguardo al progetto di ricerca di loro padre, verso cui Carina è molto più scettica rispetto al fratello.
Ben presto però, Vincenzo provoca dei problemi in ospedale e i suoi disturbi mentali diventano sempre più evidenti. Intanto Jackson rivoluziona il trattamento delle vittime di ustioni sostituendo la carne umana con la pelle di pesce; la Bailey dice a Karev che deve parlare con la madre, in quanto ha scoperto che Helen è rimasta a Seattle così a lungo perché ha paura di affrontare da sola il viaggio di ritorno verso casa, ma non vuole disturbare Alex chiedendogli aiuto. Link e Amelia si avvicinano molto quando per caso si incontrano a un congresso sulla medicina e, dopo aver discusso sulla prescrizione di oppiacei, finiscono a letto insieme.
Teddy e Owen sono sempre più legati dalla gravidanza, soprattutto quando si trovano a dover curare una donna incinta che ha avuto un incidente d'auto e che ora dovrà perdere il suo bambino e la possibilità di averne in futuro, per potersi salvare la vita. Dopo aver ottenuto dei risultati positivi dal punto di vista medico dal suo test del DNA, Jo decide di voler rintracciare la sua madre biologica e chiede aiuto allo specializzando Parker, molto abile con la tecnologia, che scopre che la donna vive a Pittsburgh. Alex parte per un paio di giorni per riaccompagnare Helen a casa; Meredith prova ad essere di sostegno ad Andrew nonostante le sue riserve su suo padre, ma quando la situazione degenera DeLuca si chiude in sé. Intanto Maggie è stressata dal dover parlare della propria vita privata in televisione.
- Ascolti USA: 6.570.000 telespettatori[22]

## Trova il senso
- Titolo originale: Add It Up
- Diretto da: Michael Watkins
- Scritto da: Alex Manugian

### Trama
All'interno del Grey-Sloan, Maggie sperimenta delle stanze speciali per controllare lo stress come alternativa ai farmaci. Non riuscendo ancora ad accettare quanto successo, DeLuca continua a permettere che l'aver dovuto rivivere l'esaurimento nervoso di suo padre, influenzi negativamente il suo lavoro e la sua relazione con Meredith. Amelia e Link lavorano su una paziente che è a rischio paralisi e cercano di nascondere l'attrazione reciproca che sentono dopo la notte trascorsa insieme al congresso. Quando Teddy inizia ad avere delle contrazioni, Owen corre in suo aiuto senza avvisare Koracick, il quale si arrabbia; Tom ha infatti la sensazione che Owen lo voglia allontanare di proposito per farsi avanti con Teddy e per questo decide di affrontare Hunt e dirgli che lui ama Teddy e non ha intenzione di arrendersi facilmente, anche perché lei si merita qualcuno che la scelga senza dubbi e che non l'abbia già ferita più volte. 
Alex ha in cura una bambina le cui strabilianti abilità  in matematica danno del filo da torcere ai medici, specialmente a Qadri, Bailey e Maggie; alla fine grazie a una sgridata da parte di Karev, Andrew si decide ad aprirsi con Meredith e i due fanno pace.
Jackson e Richard operano una persona dal genere non binario con l'aiuto di Helm, che dimostra grande comprensione dell'argomento a differenza di Webber. Durante tutta la giornata Alex tenta di contattare invano Jo, che ha sempre la segreteria e che è andata a cercare la madre biologica a Pittsburgh; la sera quando Karev torna a casa, trova la moglie già nel letto e crede si sia addormentata stanca dal viaggio, ma invece Jo scoppia a piangere di nascosto.
- Ascolti USA: 7.000.000 telespettatori[23]

## In silenzio tutti questi anni
- Titolo originale: Silent All These Years
- Diretto da: Debbie Allen
- Scritto da: Elisabeth R. Finch

### Trama
Quando una donna, di nome Abby, viene ricoverata al Grey-Sloan a causa di un'aggressione sessuale, Jo e Teddy lavorano insieme per aiutarla ad affrontare la difficile procedura di raccolta prove.
Occupandosi della donna, Jo rivive il recente incontro con la sua madre biologica, che le ha raccontato degli eventi del suo passato, che hanno sconvolto Jo al punto da evitare Alex per non dovergliene parlare. L'episodio mostra l'incontro tra le due donne tramite dei flashback alternati alla storia presente di Abby: una volta raggiunta casa della madre biologica Jo scopre che si è rifatta una vita e ha un marito che chiaramente non sa nulla di lei, quindi le due si incontrano in un bar e la madre biologica le spiega la sua storia. Quando la donna era una matricola all'università fu violentata da un assistente dei suoi professori, con il quale aveva accettato soltanto di uscire una sera. Aver accettato quell'appuntamento contribuì a far sentire in colpa per anni la donna, che scoperto di essere incinta mentì a tutti per portare avanti la gravidanza sperando di poter amare il suo bambino. Quando Jo nacque, la madre biologica sentì effettivamente di volerle bene ma non stando bene mentalmente non era in grado di prendersene cura e per questo l'abbandonò. Jo rinfaccia però alla donna di non averle garantito un futuro tramite l'adozione, ma di averla gettata come spazzatura, ma la donna le spiega di come non fosse lucida in quei momenti e di aver fatto del suo meglio. Durante la conversazione, Jo rivela di aver abortito di nascosto anni prima quando il suo ex-marito Paul la picchiò pesantemente, perché sapeva di non poter crescere un bambino in quelle condizioni. Dopo averle detto che non somiglia all'uomo che l'aggredì ma anzi di essere molto simile a lei anche di carattere, la madre biologica di Jo se ne va, lasciandola con addosso il peso di questa rivelazione traumatica.
Nel presente Jo e Teddy, dopo aver raccolto e sigillato le prove, portano Abby in sala operatoria e radunano tutto il personale ospedaliero femminile, affinché la donna non debba avere a che fare con altri uomini. Dopo l'operazione, Jo riesce a convincerla a parlarne almeno con qualcuno e non tenersi tutto dentro; così Abby decide di chiamare prima il marito e poi di denunciare tutto alla polizia, superando l'iniziale paura di non essere creduta.
Nel frattempo la Bailey e Ben decidono sia ora di parlare con Tuck riguardo al consenso e a come comportarsi in una relazione, dopo aver scoperto che il figlio sembra avere una ragazza; perciò Warren porta a cena fuori Tuck e gli spiega cosa sia giusto e sbagliato nel rapportarsi con l'altro sesso.
Nemmeno a fine giornata Jo riesce a parlare con Alex di come sia andato l'incontro con la madre biologica e si chiude in sé stessa.
- Ascolti USA: 7.370.000 telespettatori[24]

## Il pacchetto completo
- Titolo originale: The Whole Package
- Diretto da: Geary McLeod
- Scritto da: Meg Marinis

### Trama
Owen e Teddy sono costretti ad affrontare l'arrivo a sorpresa della sorella di Owen, Megan, che non sa nulla della gravidanza di Teddy e che una volta scoperta ha molto da dire al riguardo. Catherine si prepara per eseguire il suo primo intervento di rientro su un veterano amico della stessa Megan; tuttavia scopre che il paziente ha mentito sulla propria vita personale per ottenere il trapianto di pene di cui ha bisogno, pur non avendo nessuno che possa supportarlo al suo fianco. Intanto Meredith si sfoga con Jackson perché è preoccupata del fatto che Andrew opererà da solo con Richard, che li aveva beccati insieme alla festa di Catherine qualche settimana prima. Alex e Maggie si occupano invece di un bambino autistico che non può ricevere l'intervento di cui avrebbe bisogno perché ha un gruppo sanguigno troppo raro. Su richiesta di Alex, Link prova a far visita a Jo per sollevarle il morale in seguito all'incontro che ha avuto con la madre biologica e di cui non vuole parlare, ma ben presto si rende conto che l'amica sta peggio di quanto lui e Alex pensassero e non sa come aiutarla.
La Bailey, appena tornata a ricoprire il suo incarico di Capo di chirurgia, fa fare un tour dell'ospedale ad alcune studentesse del liceo che stanno partecipando a un corso sulla leadership. 
Megan accetta che Teddy non voglia stare con Owen soltanto perché incinta di lui, ma consiglia al fratello di intraprendere un percorso costante di terapia in quanto è convinta che le scelta da lui compiute negli ultimi tempi siano dovute ai traumi che ancora lo perseguitano e per cui lui non riesce a smettere di commettere errori relazionali uno dopo l'altro, atti inconsciamente ad auto-dimostrarsi di non meritare la felicità.
- Ascolti USA: 6.850.000 telespettatori[25]

## Good Shepherd
- Titolo originale: Good Shepherd
- Diretto da: Bill D'Elia
- Scritto da: Julie Wong

### Trama
Amelia e Link si recano in un ospedale della Fondazione Fox a New York per operare un paziente con una grave deformità alla colonna vertebrale, ma non hanno idea di ciò che li aspetta quando con loro grande sorpresa incontrano la sorella di Amelia, Nancy, che scambia Link per Owen e li invita a cena a casa sua. Amelia supplica Link di fingersi Owen, dal momento che non ha mai detto alla sua famiglia di aver divorziato dal marito. Alla fine la coppia va alla cena, dov'è presente anche un'altra sorella di Amelia, Kathleen, e le cose sembrano procedere abbastanza bene, fin quando non arriva la madre delle donne, Carolyn che, conoscendo Owen, smaschera l'inganno; da quel momento la tensione cresce e la cena diventa un espediente per ricordare tutti gli errori commessi da Amelia nel suo passato, in quanto "pecora nera" della famiglia. Quando la conversazione si scalda riguardo al tumore al cervello di Amelia e alla sua sobrietà, Link interviene difendendola a spada tratta, dimostrando quanto ci tiene a lei. Poco dopo essersene andati, i due dottori vengono chiamati in ospedale per risolvere una complicanza post-operatoria del loro paziente.
Una volta conclusa una seconda operazione con successo, Amelia incontra inaspettatamente Carolyn, che le chiede di parlare e le due hanno una conversazione a cuore aperto, che Amelia aspettava da molto tempo. La madre si scusa con lei per non esserci mai stata in tutti questi anni, a causa del dolore che aveva provato dopo la morte del marito e della forte somiglianza di Amy con l'uomo. 
Dopo aver fatto pace con Link, con cui aveva avuto delle tensioni a seguito della cena, Amelia torna a casa e racconta a Meredith e Maggie del viaggio e dell'inaspettato incontro con le sorelle Shepherd.
- Ascolti USA: 6.810.000 telespettatori[26]

## Amore, terapia e tacchi a spillo
- Titolo originale: Head Over High Heels
- Diretto da: Allison Liddi-Brown
- Scritto da: Bridgette N. Burgess

### Trama
Dopo che Zola sorprende Andrew mentre tenta di svignarsela da casa loro nel bel mezzo della notte, Meredith cerca di capire come parlare ai suoi figli della sua nuova relazione e chiede consiglio a Miranda; nel frattempo lei e DeLuca si occupano di una donna che ha due uteri ed è incinta in uno solo di essi. Jo torna al lavoro, ma trascorre tutta la giornata isolandosi in laboratorio e in parte ubriaca, facendo preoccupare sempre di più Alex. Richard rincontra una sua vecchia conoscente degli AA che ha interrotto i suoi lunghi 17 anni di sobrietà dopo la morte della loro sponsor, e che viene ricoverata al Grey-Sloan con una scarpa conficcata nel petto; sotto la spinta della sorella Megan, Owen prova un percorso di terapia e compie dei grandi progressi nella scoperta di alcuni sensi di colpa legati al suo passato. Mentre sta vagliando le diverse offerte di lavoro da parte di più ospedali in tutto il paese, Nico, troppo sicuro di sé, commette un errore e uccide il suo paziente, finendo anche per discutere con Levi che cerca di consolarlo. Nel frattempo Koracick e Amelia parlano della nuova storia di lei con Link mentre tutti e tre provano a invertire le condizioni di una donna totalmente paralizzata, attraverso una sperimentazione clinica; inoltre Amelia mette in guardia l'amico dal non farsi prendere troppo da Teddy, perché reputa che quest'ultima e Owen siano "inevitabili", ma Tom sostiene di non essere spaventato, ma anzi sicuro della propria relazione. Jackson chiede invece a Maggie di andare a vivere con lui, mentre la Bailey si occupa di uno screzio tra suo figlio e il suo ex marito.
- Ascolti USA: 6.240.000 telespettatori[27]

## Quel che ho fatto per amore
- Titolo originale: What I Did for Love
- Diretto da: Jesse Williams
- Scritto da: Mark Driscoll

### Trama
Viene ricoverato al Grey-Sloan uno sconosciuto che Schmitt ha soccorso per strada, fuori da un negozio di fiori, ma subito la Bailey lo riconosce come il Capo dei Vigili del Fuoco di Seattle, Lucas Ripley; quest'ultimo era andato a comprare dei fiori per fare la proposta di matrimonio a Vic e, in seguito al suo ricovero, i vigili del fuoco della Caserma 19 scoprono della loro relazione. Maggie prende il caso e si confronta con il suo paziente riguardo ai loro rispettivi problemi di coppia. Intanto Meredith mette a rischio la sua carriera, perché commette una frode assicurativa per aiutare un uomo messicano, immigrato e con una figlia malata; nell'ospedale solo DeLuca, Karev e Webber ne sono a conoscenza. Jo, tornata al lavoro, fraintende una telefonata e dà delle false speranze alla famiglia di Gus, il bambino con gruppo sanguigno raro; questo errore la sconvolge così tanto da avere un crollo nervoso, a causa della sua già precaria condizione emotiva. Owen scopre della relazione di Amelia e Link e dice all'ex moglie di essere felice per lei; più tardi confida al suo terapista di aver finalmente capito cosa vuole e qual è la donna che ama. Levi continua a cercare di sollevare il morale a Nico, che è ancora distaccato da tutto e da tutti a seguito della morte del suo paziente; mentre Koracick trova per Teddy la sua casa dei sogni a Seattle. Dopo averle mandato segnali confusi per tutto il giorno, Andrew dice a Meredith di amarla, lasciandola senza parole e un po' spaventata. Maggie accetta invece di andare a vivere con  Jackson e poco dopo scopre che le analisi di Ripley segnalano una grave condizione inaspettata, tuttavia quando si reca da lui scopre che se n'è andato dall'ospedale, probabilmente per cercare la fidanzata, desiderio manifestato più volte durante la giornata.
- Questo episodio è la prima parte di un crossover con lo spin-off Station 19.

- Ascolti USA: 6.960.000 telespettatori[28]

## Attratto dal sangue
- Titolo originale: Drawn to the Blood
- Diretto da: Kevin McKidd
- Scritto da: Andy Reaser

### Trama
Alex tenta disperatamente di salvare Gus, che ha un attacco di cuore mentre aspetta l'arrivo della sua donatrice di sangue raro da Londra. Prima Levi e poi Owen si recano all'aeroporto dove atterra la donatrice e cercano di convincerla a raggiungere Seattle, nonostante la donna abbia molte fobie che la bloccano. La Bailey e Catherine trascorrono la giornata in riunione con i membri del consiglio d'amministrazione per risolvere una situazione delicata sulla quale i medici, all'oscuro di tutto, fanno delle supposizioni. Su richiesta di Alex, Meredith cerca di spingere Jo ad aprirsi riguardo a quanto accaduto con la sua madre biologica e ha successo; nel frattempo la Grey ne approfitta per evitare Andrew in seguito alla sua dichiarazione d'amore per lei. Jackson convince Maggie ad andare in campeggio con lui, ma le cose prendono una brutta piega in quanto Maggie non riesce ad adeguarsi alla vita all'aperto. Mentre si avvicina la scadenza del parto, Teddy realizza sorprendente con chi vuole stare e non si tratta di Koracick. Dopo che Amelia fa andar via Link dalla sua camera da letto di nascosto, lui le domanda se la loro relazione sia qualcosa di serio per lei, che gli dice di dover pensarci per dargli una risposta. Quando DeLuca scopre che la Bailey e Catherine stanno esaminando la frode assicurativa fatta da Meredith, decide di prendersi la colpa al posto suo, mentre lei, ignara, è nella camera iperbarica e sta aiutando Alex a preparare Gus per l'imminente operazione. Mentre una fitta nebbia inizia a ricoprire tutta Seattle, Teddy si reca a casa di Owen dove trova Amelia e lì le si rompono le acque; intanto Owen, Schmitt e la donatrice si trovano nel mezzo di un tamponamento a catena e Jackson e Maggie restano bloccati nella foresta a causa di un violento nubifragio.
- Ascolti USA: 6.370.000 telespettatori[29]

## Salto nella nebbia
- Titolo originale: Jump into the Fog
- Diretto da: Debbie Allen
- Scritto da: Krista Vernoff

### Trama
Dopo che Andrew ha deciso di coprire Meredith, i medici del Grey-Sloan coinvolti sono colpiti da un dilemma morale; Meredith intanto spiega finalmente ad Alex cos'è successo a Jo. La nebbia che ha coperto la città rende inagibili le strade, facendo sì che Amelia e Teddy in travaglio da una parte e Owen, Levi e la donatrice di sangue di Gus dall'altra, siano bloccati. La tempesta nel frattempo costringe Maggie e Jackson a prendere la via del ritorno, anche perché Maggie deve tornare velocemente in ospedale, ma durante il difficoltoso rientro le tensioni tra i due crescono. Giunti in ospedale, Owen e Levi conducono la donatrice di sangue alla sala prelievi giusto in tempo, e poco dopo arriva Teddy in una volante della polizia grazie alla prontezza di spirito di Amelia. Gus viene finalmente salvato tramite la trasfusione e intanto Teddy e Owen si dichiarano a vicenda il proprio amore, mentre lei dà alla luce la loro bambina, che chiamano Allison; intanto Tom, ignaro di tutto, è a casa di Teddy a preparare la culla per la bambina. Amelia spiega a Link di dover riscoprire sé stessa senza Owen ma che potrebbe anche considerare l'idea di un nuovo rapporto serio se le darà del tempo e lui accetta. Nico e Levi si affrontano nuovamente e Nico si scusa per il proprio recente comportamento, perciò Levi lo porta a casa per presentarlo ufficialmente alla madre come suo fidanzato. Meredith decide di andare dalla Bailey e Catherine per confessare di essere l'unica colpevole della frode assicurativa e salvare quindi DeLuca, ma sia Richard che Alex si fanno avanti per ammettere di essere anche loro coinvolti, in quanto erano a conoscenza di tutto, ma non hanno parlato. A quel punto la Bailey fa l'unica cosa che può fare e li licenzia tutti e tre; dopo di che Meredith si reca alla stazione di polizia per chiarire le cose, ma prima fa visita ad Andrew per confessargli che anche lei ricambia il suo amore; una volta tornata a casa la donna spiega ai suoi figli che dovrà assentarsi per un certo periodo. Jo parla finalmente con Alex e insieme comunicano alla Bailey le sue problematiche; perciò la ragazza si prende un congedo dal lavoro per farsi ricoverare volontariamente nel reparto di psichiatria. Dopo essere stati bloccati dalla nebbia mentre cercavano di tornare, Jackson esce dalla macchina per studiare la situazione, lasciando sola Maggie in seguito all'ennesimo litigio.
L'episodio si conclude con Maggie, che non vedendo tornare il fidanzato, va a cercarlo senza riuscire a vederlo da nessuna parte.
- Ascolti USA: 5.990.000 telespettatori[30]